# یاووز سلکمان
یاووز سلکمان (انگلیسی: Yavuz Selekman; ۱۵ فوریهٔ ۱۹۳۷ – ۱۸ مارس ۲۰۰۴) ورزشکار کشتی اهل ترکیه بود.